# Balta nebulosa
Balta nebulosa är en kackerlacksart som beskrevs av Morgan Hebard 1943. Balta nebulosa ingår i släktet Balta och familjen småkackerlackor. Inga underarter finns listade.